# 2021-es chilei általános választás
A 2021-es chilei általános választásokat két fordulóban tartották meg: 2021. november 21-én és 2021. december 19-én. A választáson megválasztották az ország új elnökét 4 éves ciklusra, valamint a Szenátus 50 mandátumából 27 helyre választottak szenátorokat, a Képviselőházi 155 mandátumra a képviselőket.

## Választási rendszer
Chilében kétfordulós rendszerben választanak elnököt, a második fordulót akkor tartják ha egyik jelölt sem szerzi meg a szavazatok 50%-át.
A képviselőket a 28 többmandátumos választókerületekből, kerületenként 3-8 mandátumot nyílt listás, arányos képviseleti rendszerben választják meg, a mandátumokat D'Hondt-módszer szerint osztják ki. A szenátorokat 8 éves ciklusra választják meg, de a 4 évente megtartandó általános választásokon csak a Szenátus mandátumainak a felét lehet megválasztani. A szenátorokat többmandátumos választókerületekben választják meg.

## Háttér
A választások jellemzője volt, hogy az egyik legkiélezettebb kampány volt. A helyzetet különösképpen befolyásolta a 2019 óta zajló országos tüntetések, az új alkotmányozó törvényhozás felállása és a COVID-19 járvány. A 2021-es választásra láthatóvá vált, hogy azok a jobbközép és balközép koalíciók, amelyek a Pinochet-rezsim bukása óta kormányozták az országot, jelentősen veszítettek támogatottságukból.

### 2019-es tüntetések
2019 októberében Santiagóban a metrójegyárak megemelése ellen tömegtüntetések indultak, amivel a rendfenntartó szervek erőszakkal válaszoltak. A tüntetések nem csillapodtak, így a kormány lezáratta a metróállomásokat. Az éj leple alatt a szegények és a középosztálybeliek által lakott negyedekben barikádokat emeltek. Másnapra egyes külvárosi metróállomások lángokban álltak.

### Alkotmány
A 2019-es tüntetések alatt felmerült hogy egy új alkotmányra van szükség. A hatályos chilei alkotmányt még 1980-ben Augusto Pinochet uralma alatt fogadták el, azóta több módosítást is kapott. A 2011-es diáktüntetéseken merült fel sürgetőbb javaslatként egy új alkotmány, ugyan a balközép Bachelet-kabinet felkarolta a kezdeményezést, de politikai akarat híján nem ment végbe, csak nyugdíj és oktatási reformok történtek meg. 2019. november 15-én többpárti megállapodással elindult egy új alkotmány-tervezet írása. Az alkotmányozó törvényhozásról szóló választást 2020 októberében tartották volna meg, a koronavírus-világjárvány miatt 2021. áprilisára halasztották el, majd 2021 áprilisában az esetszámok újbóli emelkedése miatt májusra halasztották. Végül az alkotmányozó törvényhozás tagjait 2021 májusában választották meg a chilei szavazók. A választás eredményeképp az alkotmányozó törvényhozásnak baloldali többsége lett.
A választások jellemzője volt, hogy az egyik legkiélezettebb kampány volt

## Jelöltek
A jelölteknek 2021. augusztus 27-ig kellett magukat regisztrálnia a Chilei Választási Szolgáltatónál. Gabriel Boric és Sebastian Sichel jelöltségét automatikusan elfogadták, hiszen saját előválasztást tartottak és a Választási Bizottság annak eredményét elismerte.
| Jelölt                                  | Támogató pártok | Ideológia                                                        |
| --------------------------------------- | --- | ---------------------------------------------------------------- |
| Gabriel Boric Szociális Konvergencia    | Méltóság Erősítése: - Szociális Konvergencia - Közemberek - Szociális Zöld Regionalista Szövetség - Chilei Kommunista Párt - Demokratikus Forradalom - Humanista Akció - Közös Erő - Egyesült Mozgalom | * Demokratikus szocializmus - Progresszívizmus                   |
| José Antonio Kast Republikánus Párt     | Keresztényszociális Front: - Republikánus Párt - Chilei Konzervatív Párt | * Konzervativizmus - Jobboldali populizmus                       |
| Yasna Provoste Kereszténydemokrata Párt | Új Szociális Paktum: - Kereszténydemokrata Párt - Polgárok - Liberális Párt - Demokrata Párt - Radikális Párt - Chilei Szocialista Párt - New Deal - Új Chile                                          | * Kereszténydemokrácia - Szociáldemokrácia - Szociálliberalizmus |
| Sebastián Sichel Független              | Chile, Többre Vagyunk Képesek: - Politikai Evolució - Demokratikus Független Regionalista Párt - Nemzeti Megújulás - Független Demokrata Unió                                                          | * Reformizmus - Liberális konzervativizmus                       |
| Eduardo Artés Hazafias Unió             | Hazafias Unió: - Chilei Kommunista Párt (Proletár Akció) - Forradalmi Baloldali Mozgalom | * Kommunizmus - Marxizmus-leninizmus                             |
| Marco Enríquez-Ominami Progresszív Párt | Progresszív Párt | * Demokratikus szocializmus - Progresszívizmus                   |
| Franco Parisi Néppárt                   | Néppárt | * Populizmus - E-demokrácia                                      |

## Választási kampány

### Gabriel Boric
Boric kampányában a 2019-es tüntetések legfőbb követeléseit hangoztatta: a szociális háló kibővítése, magasabb adókat a gazdagoknak, klímaválság elleni küzdelem, társadalmi igazságosság és a privatizált nyugdíjrendszer megváltoztatása. Emellett javaslatot tett, hogy új alkotmányt írjanak Chilének. Kampánya alatt azt állította, hogy megválasztása esetén véget vet a neoliberalizmusnak Chilében.

### José Antonio Kast
Kast kampányában konzervatív értékekkel és a törvényes rend betartatásról beszélt. Megválasztása esetén megakadályozta volna az új alkotmány elkészítését. Kampánya alatt többször említette, hogy nosztalgiával gondol a Pinochet rendszerre.  Választási programjában fontosnak tartotta a drogkereskedelem illetve az illegális bevándorlás elleni harcot. Megválasztása esetén nők ügyeiért felelős minisztériumot állítana fel valamint csökkentené a nők és férfiak közti egyenlőtlenséget a munkaerőpiacon. Ellenzi az azonos nemű párok házasságát.

### Sebastian Sichel
Sichel, aki a Chile, Többre Vagyunk Képesek koalíció jelöltje volt - kampányában arról beszélt, hogy áfa-visszatérítést tesznek majd lehető a rászoruló családoknak és a gyógyszerek esetében. Kampányában kiemelten foglalkozott a munkahelyteremtéssel a nyugdíjemeléssel valamint hogy a közszférában jelenjen meg a digitalizáció.